# Bredo Henrik von Munthe af Morgenstierne

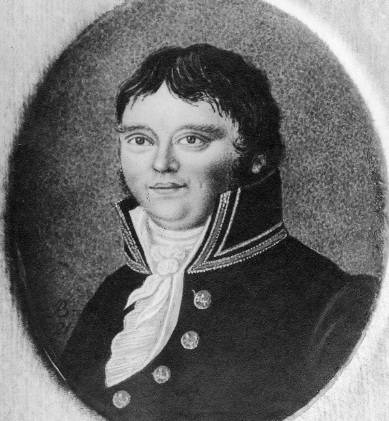
Retrato de Bredo Henrik

Bredo Henrik von Munthe af Morgenstierne (27 de septiembre de 1774 – 3 de junio de 1835) fue un jurista danés - noruego que se desempeñó como el primer Fiscal General de Noruega de 1816 a 1820. Pertenecía a una familia noble danesa y noruega.

## Vida personal
Nació en Dinamarca como hijo de Otto Christopher von Munthe af Morgenstierne y su esposa Christine Badilla Birgitte de Flindt; su abuelo, el juez de la Corte Suprema Bredo von Munthe af Morgenstierne, había sido ennoblecido en Dinamarca-Noruega.
En 1800 se casó con Cathrine Elisabeth Fries. Tuvieron diez hijos. Su hijo Vilhelm Ludvig Herman se convirtió en gobernador del condado y Christian Fredrik Jacob fue jurista y jefe de policía en Christiania durante algún tiempo. A través de Vilhelm Ludvig Herman, fue abuelo del profesor de derecho Bredo Henrik von Munthe af Morgenstierne y bisabuelo del embajador de Noruega en los Estados Unidos de América, Wilhelm Thorlief von Munthe af Morgenstierne, decano del Cuerpo Diplomático en Washington D. C. durante la Guerra Mundial. Segunda Guerra Mundial y su hermano, el indólogo Georg Valentin von Munthe af Morgenstierne. Su hija Augusta Julie Georgine se casó con el primer ministro Frederik Stang.

## Carrera
Bredo Henrik von Munthe af Morgenstierne tomó el candjur. Se licenció en Copenhague y fue contratado como asesor en el tribunal de la ciudad de Copenhague. En 1802 fue ascendido a abogado de la Corte Suprema. Dejó Dinamarca en 1804 y viajó por Europa como violinista . En 1806 llegó a Noruega y originalmente se instaló en Moss . Cuando estalló la guerra de las Cañoneras (1807-1814), sirvió en la defensa costera de Noruega, pero en 1810 fue contratado como abogado. En 1820 fue nombrado magistrado estipendiario de distrito (sorenskriver) en Bamble, residiendo en la cercana ciudad de Porsgrund.
Después de las elecciones de 1823, Bredo Henrik se convirtió en representante adjunto al Parlamento noruego . Algunos años antes había dejado su huella como partidario del rey Carlos Juan de Suecia y Noruega, quien en ese momento estaba peleando con el Parlamento por una propuesta de veto real. Después de esto, Charles John le había hecho a Bredo Henrik un pago de speciedaler, lo que ha sido visto como una devolución del favor. Durante una sesión parlamentaria en 1824, Bredo Henrik fue acusado de inhabilitación debido a su regalo del rey. Si bien inicialmente afirmó que rechazó el dinero, una carta posterior de Bredo Henrik reveló que había solicitado la redirección del pago a su hijo. Como resultado, perdió su puesto como representante adjunto.
Ese mismo año se incendió su casa en Porsgrund. El incendio también consumió la casa de su vecino Jens Gasmann, quien por una irónica coincidencia había asumido el cargo de representante adjunto. Bredo Henrik abandonó Porsgrund después del incendio y se trasladó a la ciudad vecina de Skien.
En 1829 dejó el puesto de magistrado estipendiario del distrito y se trasladó a Christiania. Trabajó con otros tres juristas en una nueva Ley Penal. Publicó varias publicaciones periódicas, entre ellas Juridisk Maanedstidende, Juridisk Repertorium con Lorentz Lange, Jørgen Herman Vogt y Jonas Anton Hielm, y Juridiske samlinger con Peder Carl Lasson y Claus Winter Hjelm.
Murió en 1835 en Christiania.